# Unified Parallel C
Unified Parallel C（縮寫為 UPC），C語言的擴展，其設計目的支持大規模的平行計算。由ISO C99標準，進行擴展，增加了許多特色，包括支援平行運算模型，共享位址空間，同步及記憶體一致模型，行程間通訊與記憶體管理功能等。

## 外部連結
- 官方网站
- UPC Tutorial （页面存档备份，存于） (2003)